# Magyarok Nagyasszonya-templom (Rákosliget)
A rákosligeti Magyarok Nagyasszonya-templom Budapesten, a XVII. kerületi Rákosligeten található római katolikus templom.

## A templom története

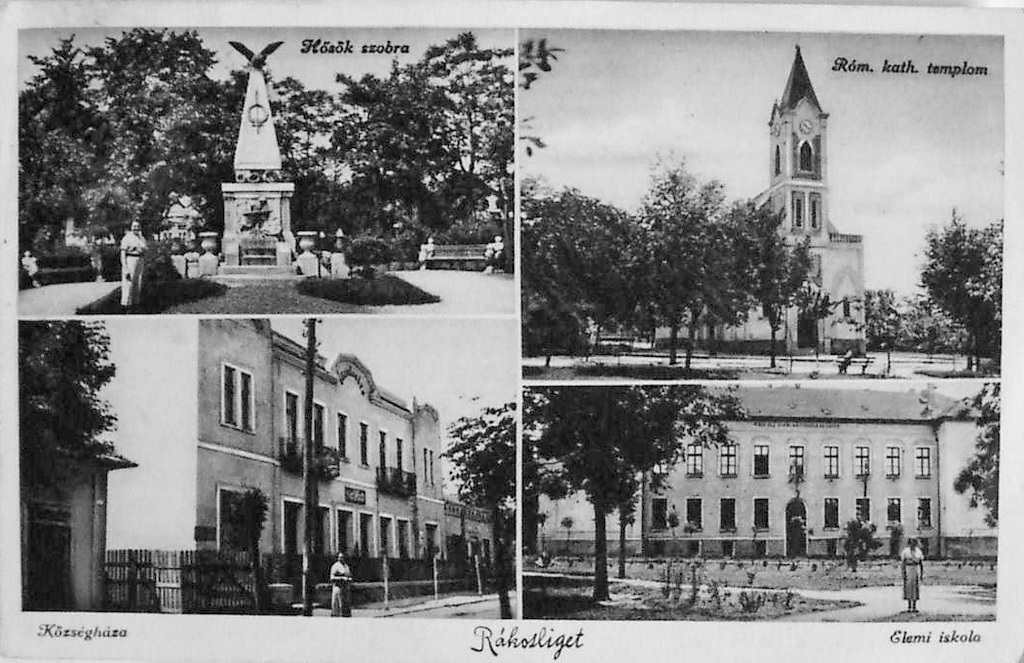
Mozaik képeslap Rákosligetről (1937)

Az 1896-ban alapított Rákosliget eleinte közigazgatásilag Rákoskeresztúrhoz, egyházilag Rákoscsabához tartozott. Lakói rövid időn belül saját templomot szerettek volna, ezért 1903-ban templomépítő bizottságot alakítottak. 1910-ben megvásárolták a lelkészlakot, majd a következő évben a községtől megkapták a telep központi terét az építkezésére. 1913. november 1-jén fogadták el Stanek Pál építész terveit.
Az alapkőletételre 1914. május 1-én került sor, a felszentelést 1915. augusztus 15-én, Nagyboldogasszony ünnepén Varázséji Béla prépost, újpesti plébános végezte. A templom védőszentjéül még 1910-ben – Rákosliget alapítója, Fackh Károly miniszteri tanácsos tiszteletére – Borromeo Szent Károlyt választották.
A rákosligeti filia 1920 augusztusában kapott plébániai rangot Hanauer Árpád István váci megyés püspöktől, aki a templomépítő Hillenbrand Móricot nevezte ki első plébánossá. A plébánia területéhez később hozzácsatolták az Akadémia-telepet és Rákoscsaba-Újtelep vasúton túli területének egy részét is.
A templom épületét 1936-ban Kiss Barnabás tervei szerinti kereszthajóval és két oldalkápolnával, valamint a torony melletti két lépcsőtoronnyal bővítették. 1952-ben idehozták a lazarista rend budai kápolnájának oltárát, ami a templom főoltára lett. Ekkor változott a titulus Szent István királyra. 1982–84-ben sekrestye és hittanterem épült a szentély mögött. 1992 óta, amikor az újjáalakult lazarista rend a főoltárt visszakérte, a templom és az egyházközség védőszentje Magyarok Nagyasszonya.
A plébánia az 1993-as egyházmegyei határrendezés során a Váci egyházmegyétől az Esztergom-Budapesti főegyházmegyéhez került.

## A templom leírása

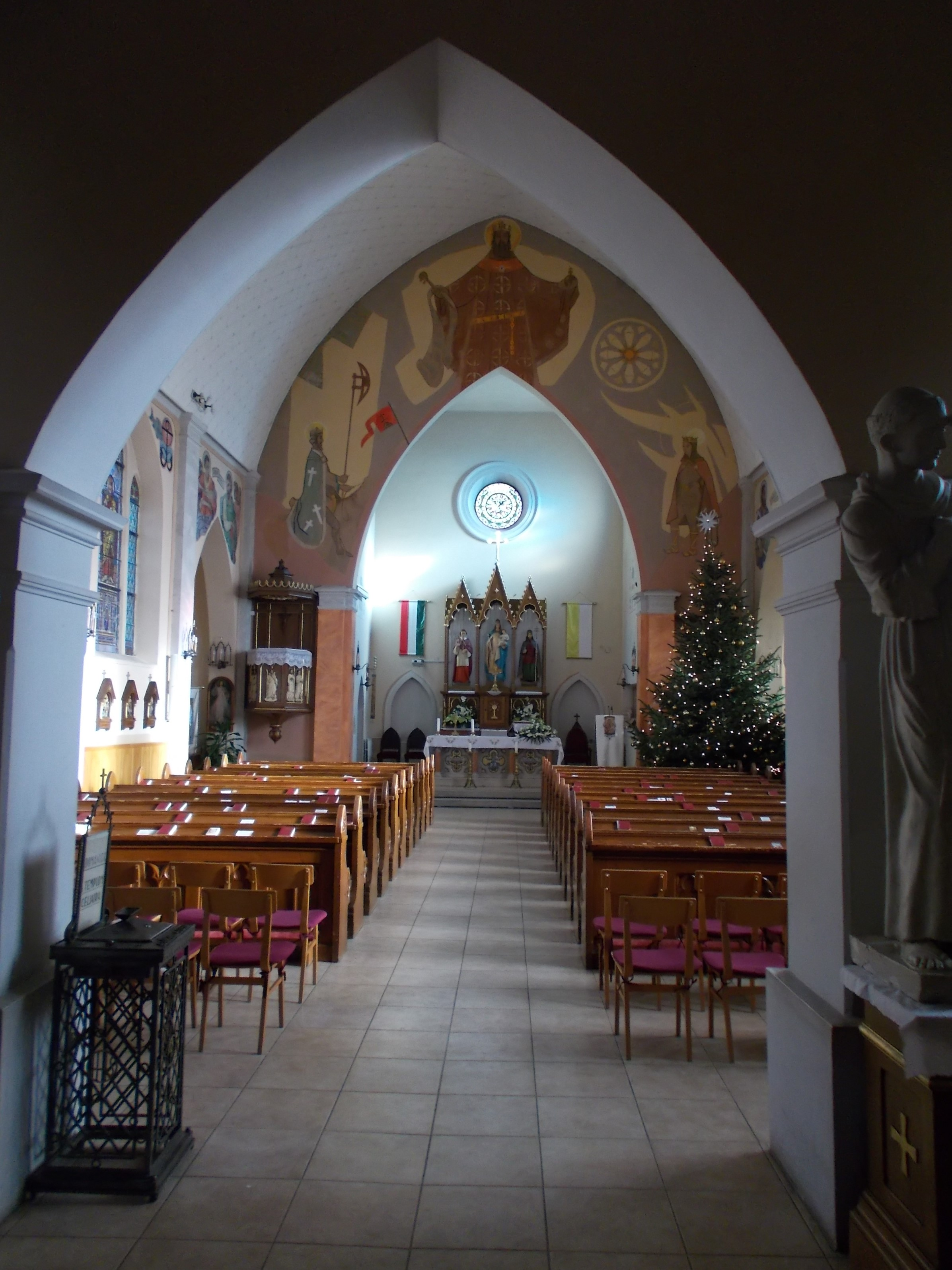
A belső tér

A Hősök tere közepén, a Ferihegyi út mentén szabadon álló, neogót jellegű templom homlokzatán egy, körülbelül 30 méter magas torony emelkedik. A harangház ablaka fölötti toronyóra negyedóránként harangkongatással jelzi az időt. A torony lezáró főpárkánya csúcsíves oromzatú, a toronysisak egyszerű, gúlaszerű. Bélletes kapuja csúcsíves kialakítású, a hajó ablakai hármas osztásúak.
Az egyenes záródású szentélyt a hajótól csúcsíves diadalív választja el, melyen Szent István király, Szent László király és Szent Imre herceg képe látható. Az oldalkápolnákat szintén diadalívek zárják le, a jobb oldali Szent Márk és Szent Lukács, a bal oldali Szent János és Szent Máté evangélistát ábrázolja. Valamennyi szekkó Kutas Artúr és Nagy János rákosligeti festőművészek alkotása.
Az eredeti, neogótikus főoltárt Strizs István készítette lucfenyőből, melyen a Szent Károlyt ábrázoló kép Széchy Gyula munkája. 1952-ben ezt az oltárt Szedres községbe szállították, amikor a betiltott lazarista rend Szent István-oltára a templomba került. A szerzetesrendek újraindulását követően, 1992-ben ezt visszaadták a lazaristáknak, ekkor Máriahegyi János új neogót oltárt készített, melynek három fülkéjében a templom három, egymást követő védőszentjének szobra áll. A főhelyen Szűz Máriát, a Magyarok Nagyasszonyát láthatjuk kezében a kisded Jézussal és a jogarral. Tőle balra Borromeo Szent Károly áll, feszülettel a kezében, jobbra pedig Szent István király a Szent Koronával és az országalmával.
Az üvegablakokat Palka József készítette. A hajó bal oldali ablakain Jézus Szíve, Szent István király és Jézus a világháborús rákosligeti katonákkal látható, a jobb oldaliak Szent Annát a gyermek Szűz Máriával, az angyali üdvözletet és Szent Erzsébet ábrázolják. A szentély kerek ablakán a Szentlélek látható galamb alakjában, míg a mellékoltárok ablakai Borromeo Szent Károlyt és Szűz Máriát jelenítik meg.